# بلاسیتسا (کروشواتس)
بلاسیتسا (به صربی: Belasica) یک منطقهٔ مسکونی در صربستان است که در کروشواس واقع شده‌است. بلاسیتسا ۴۰۲ نفر جمعیت دارد.